# Hollywoodland
Hollywoodland è un film del 2006 diretto da Allen Coulter.
Il film è incentrato sui misteri legati alla morte dell'attore George Reeves.

## Trama
Il 16 giugno 1959 accade uno dei più noti fatti di cronaca che abbiano coinvolto Hollywood: l'attore George Reeves, interprete della famosa serie televisiva Adventures of Superman, si suicida. Tutto sembra fin troppo chiaro, tanto che molti iniziano a dubitare che possa essere realmente andata così: l'investigatore privato Louis Simo, senza soldi e lavoro, si interessa quindi al caso e convince la madre di Reeves a ingaggiarlo per scoprire la verità.
Dopo aver sospettato, rispettivamente, della giovane Leonore Lemmon (ultima e instabile fiamma dell'attore), di Toni Mannix (l'ex amante tradita ed abbandonata) e del marito Eddie (capo della MGM, che scopre che la moglie l'ha tradito con l'attore), l'investigatore conclude amaramente che si è trattato di un "semplice" suicidio. Non solo: facendosi largo in un mondo in cui tutto è falso, cinico ed opportunistico (anche la madre di Reeves, in realtà, è più interessata ai soldi e alla fama del defunto figlio che alla verità) Simo capisce che anche la sua vita rischia di prendere una brutta piega. Il film si conclude con Simo che si reca a casa dell'ex moglie per la prima volta sobrio, pulito e ben determinato a riallacciare i rapporti col figlio.

## Curiosità
- L'arma con cui si presume si sia ucciso l'attore è una Luger P08, regalatagli da Toni Mannix.
- Ben Affleck e Diane Lane si ritroveranno a lavorare insieme molti anni dopo in un altro film legato al supereroe e cioè Batman v Superman: Dawn of Justice, il primo nel ruolo di Bruce Wayne/Batman e la seconda nel ruolo della madre adottiva di Kal-El, Martha Kent.

## Riconoscimenti
- 2007 - Golden Globe
  - Candidatura Miglior attore non protagonista a Ben Affleck
- 2006 - Chicago Film Critics Association Award
  - Candidatura Miglior attore non protagonista a Ben Affleck
- 2006 - Festival di Venezia
  - Coppa Volpi per la migliore interpretazione maschile a Ben Affleck
  - Candidatura Leone d'oro a Allen Coulter
- 2007 - Saturn Award
  - Miglior attore non protagonista a Ben Affleck
- 2006 - Critics' Choice Movie Award
  - Candidatura Miglior attore non protagonista a Ben Affleck
- 2007 - Casting Society of America
  - Candidatura Miglior casting per un film drammatico a Joanna Colbert